# Manoire
Pour l’article ayant un titre homophone, voir Manoir.
Le Manoire (en occitan Manoire) est un ruisseau français du département de la Dordogne, affluent de l’Isle et sous-affluent de la Dordogne.

## Géographie
Le Manoire prend sa source vers 250 mètres d'altitude sur la commune de Thenon, au nord du lieu-dit le Gannat.
Il arrose ensuite successivement les villages de Fossemagne, où il coule notamment en forêt Barade, Saint-Crépin-d'Auberoche, Saint-Pierre-de-Chignac, Sainte-Marie-de-Chignac et Saint-Laurent-sur-Manoire avant de confluer avec l'Isle en rive gauche à Boulazac, dans le quartier de Lesparat.
Sa longueur est de 27,1 km.
Son principal affluent est, en rive gauche, le ruisseau de Saint-Geyrac.

### Hydrologie
De 1967 à 2005, une station hydrologique a fonctionné à Saint-Laurent-sur-Manoire, au lieu-dit Branchet. Sur cette période, le débit moyen annuel calculé s'est élevé à 0,735 m3/s. Le 3 janvier 1994, la station a enregistré un débit maximal journalier de 9,92 m3/s.

### Toponymie
Le Manoire a donné son nom à l'ancienne commune de Saint-Laurent-sur-Manoire qu'il traverse.

### Communes et cantons traversés
À l'intérieur du département de la Dordogne, le Manoire arrose 10 communes, réparties sur deux cantons : 
- Canton de Thenon
  - Thenon (source)
  - Ajat
  - Fossemagne
- Canton de Saint-Pierre-de-Chignac
  - Milhac-d'Auberoche
  - Saint-Antoine-d'Auberoche
  - Saint-Crépin-d'Auberoche
  - Saint-Pierre-de-Chignac
  - Sainte-Marie-de-Chignac
  - Saint-Laurent-sur-Manoire
  - Boulazac (confluence)

## Histoire
Sur la carte de Cassini représentant la France entre 1756 et 1789, le cours d'eau est identifié sous le nom de Manoir.

## À voir
- L'église Notre-Dame de l'Assomption à Sainte-Marie-de-Chignac
- L'église Saint-Laurent à Saint-Laurent-sur-Manoire
- Le château du Lieu-Dieu à Boulazac

## Galerie de photos

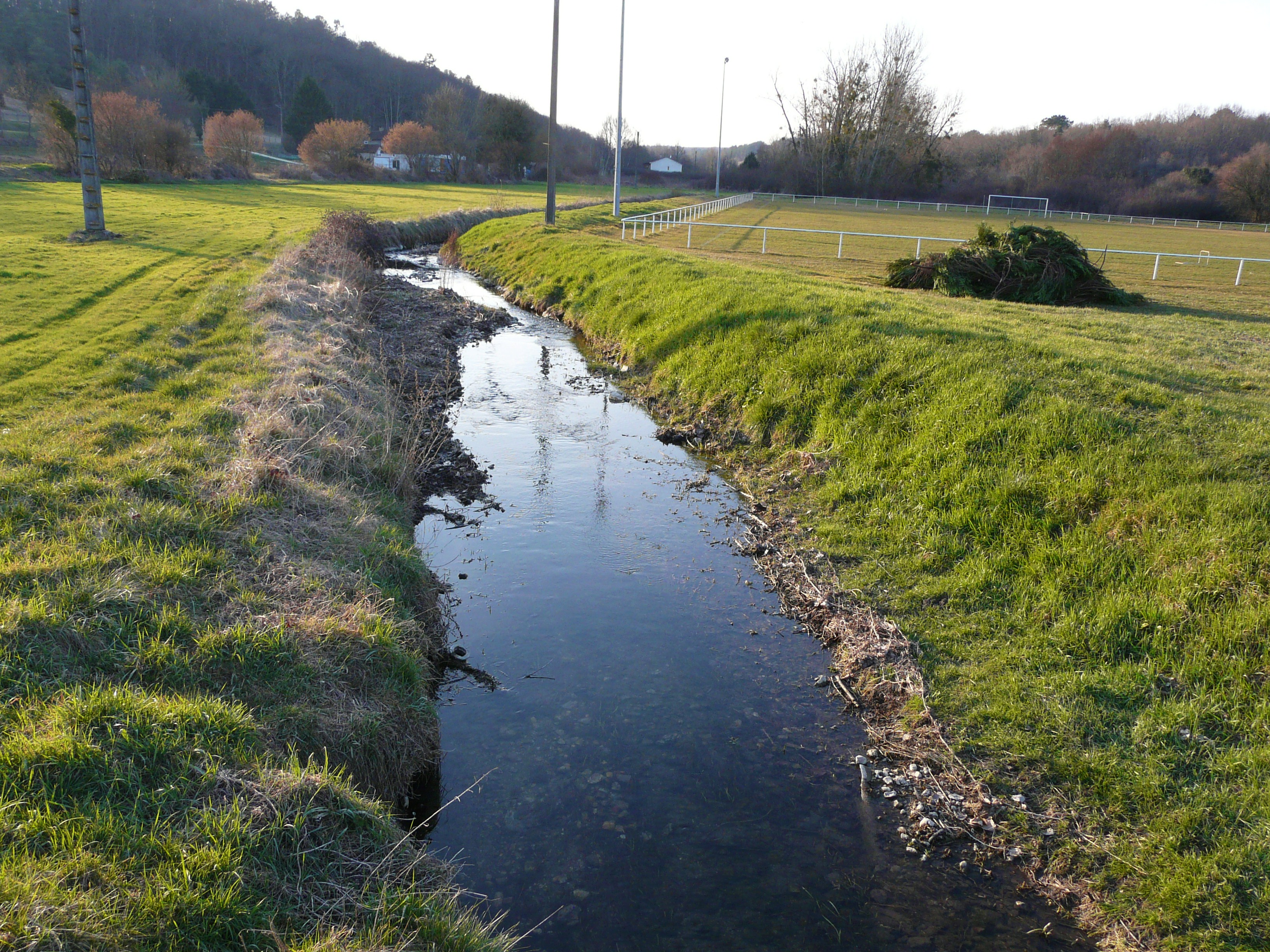
Le Manoire à l'est de Sainte-Marie-de-Chignac.
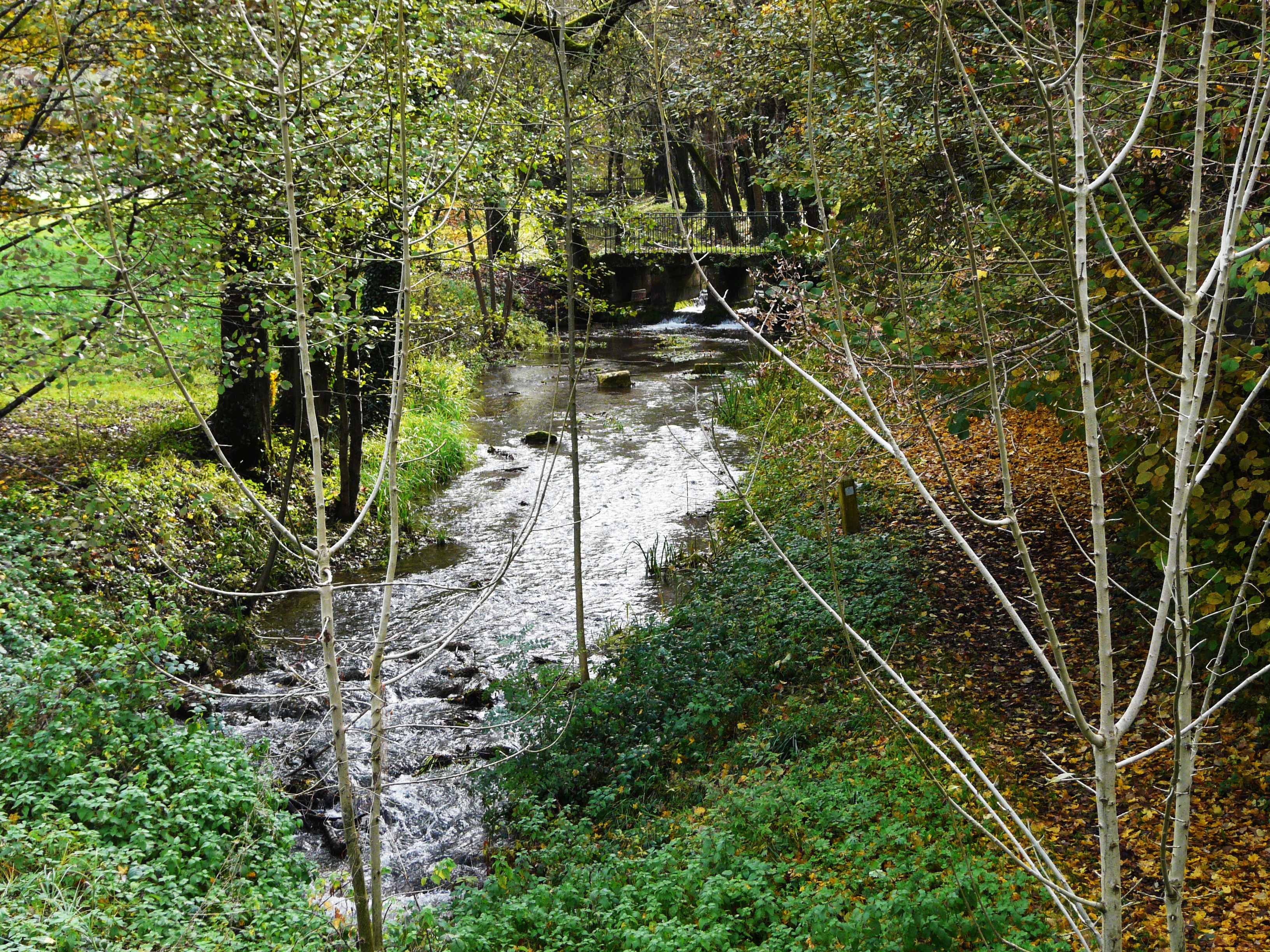
À côté de la mairie de Saint-Laurent-sur-Manoire.
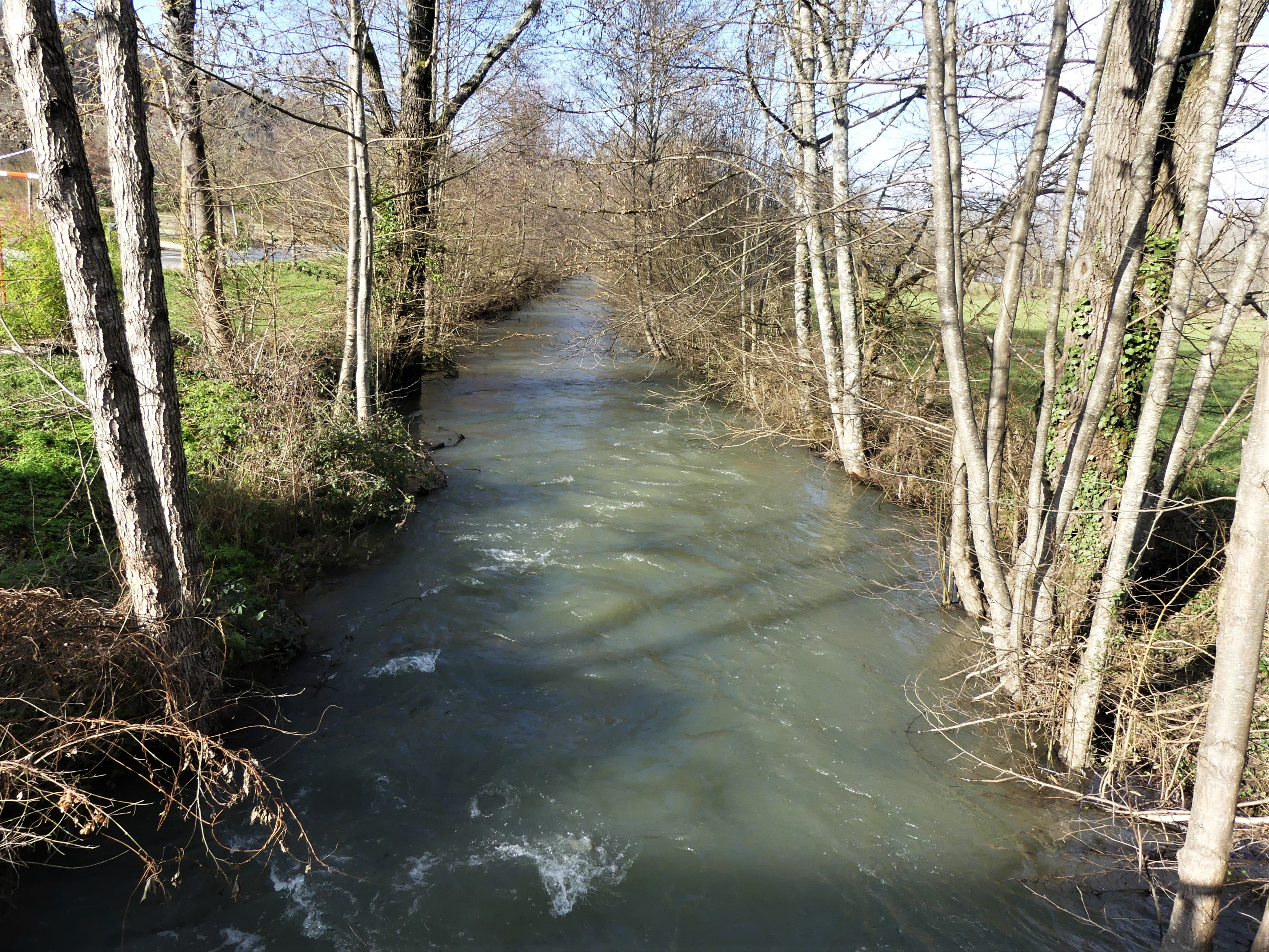
Au Vieux Bourg de Boulazac, en période de fortes eaux.
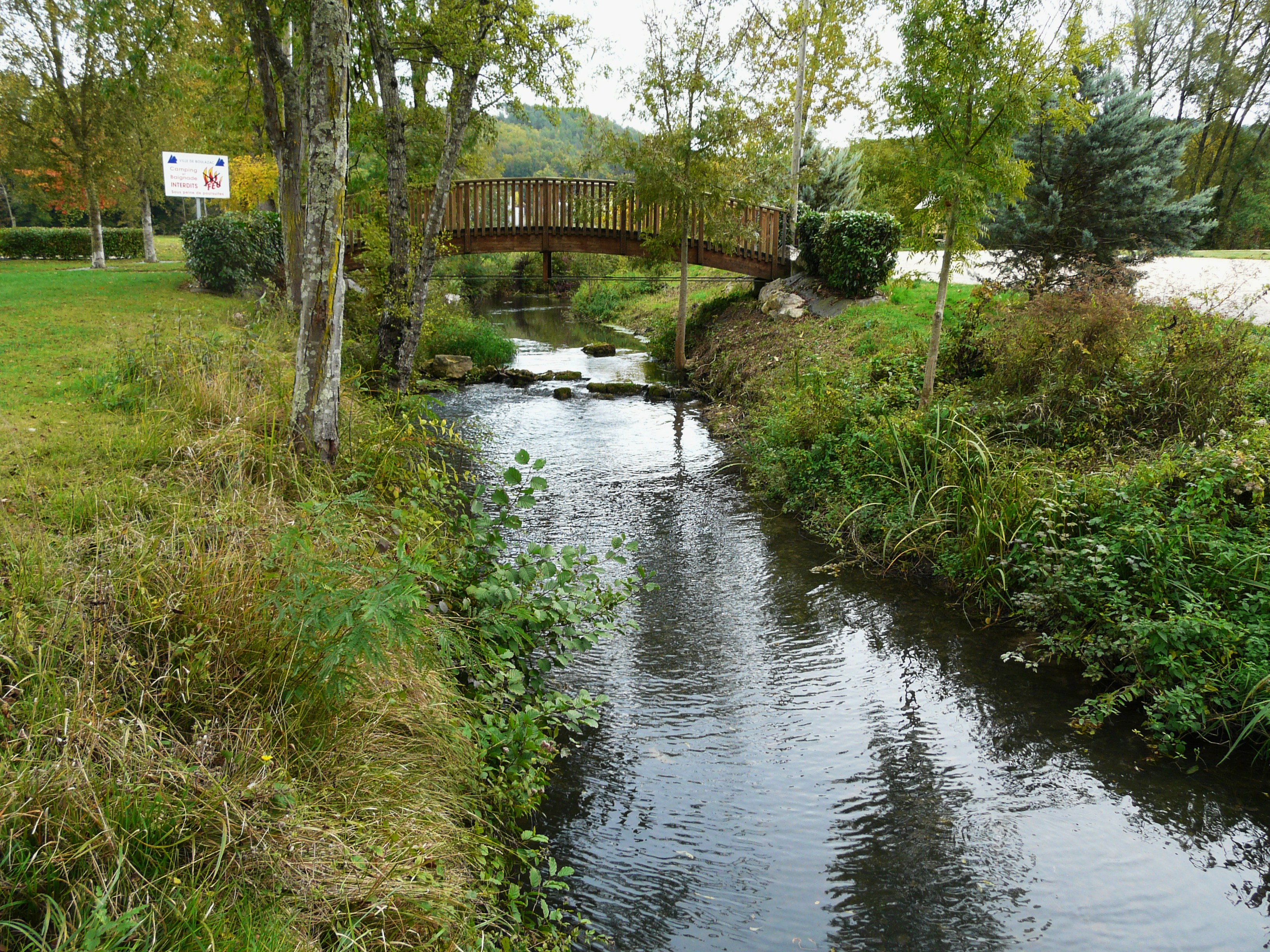
Au parc de Lamoura à Boulazac.